# Trận Hàm Đan
Trận Hàm Đan (chữ Hán: 邯鄲之戰, Hán Việt: Hàm Đan chi chiến) là cuộc chiến tranh diễn ra vào thời Chiến Quốc do nước Tần phát động tiến công vào kinh đô Hàm Đan của Nước Triệu nhằm tận diệt quốc gia này. Trận chiến này có sự tham gia của bốn nước Chư hầu là Ngụy, Triệu, Sở và Tần với kết quả là liên quân ba nước đánh bại quân Tần. Đây cũng là một trong những trận thua nặng nề nhất của quân đội nước Tần từ sau biến pháp Thương Ưởng

## Nguyên nhân, bối cảnh và sự chuẩn bị

### Bạch Khởi chia quân đánh Triệu
Từ năm 262 TCN đến 260 TCN, hai nước chư hầu là Triệu và Tần nổ ra chiến tranh, quân Tần dưới sự chỉ huy của Bạch Khởi đã phá tan quân Triệu ở trận Trường Bình, tàn sát hơn 400.000 quân Triệu trong một đêm.
Thảm bại tại Trường Bình đã làm kinh động toàn bộ nước Triệu. Nhân đà chiến thắng, Bạch Khởi chia quân làm ba đường tiến công nhằm tiêu diệt nước Triệu: một cánh do đích thân Bạch Khởi thống suất đánh Thượng Đảng, uy hiếp thành Hàm Đan từ phía tây; cánh thứ hai do Vương Hột thống lãnh, tiến về phía đông chiếm Hạ Bì Lao và Vũ An, trực tiếp uy hiếp Hàm Đan; cánh còn lại do Tư Mã Ngạnh chỉ huy tiến lên phía bắc, công đánh vào Thái Nguyên.

### Tô Đại khuyên Phạm Thư lui quân
Trước sự tiến công của quân Tần, hai nước Hàn và Triệu đều lo sợ, nhờ Tô Đại sang Tần thuyết phục tể tướng nước Tần là Phạm Thư xin vua Tần lui binh, Hàn và Triệu sẽ cầu hòa và thần phục Tần. Phạm Thư bèn khuyên Tần Chiêu vương rút quân với điều kiện Hàn phải cắt đất Ung và Triệu phải cắt sáu thành dâng cho Tần. Kết quả, vua Tần đồng ý. Sau Bạch Khởi biết được việc này, oán giận Phạm Thư. Hai bên xảy ra hiềm khích với nhau.

### Lời khuyên của Ngu Khanh
Trong khi Triệu Hiếu Thành vương đang chuẩn bị dâng sáu thành thì đại thần Ngu Khanh đến thuyết phục vua Triệu rằng nếu dâng sáu thành thì nước Tần không phải nhọc công cũng được đất, thì họ sẽ mạnh thêm, sau này Tần cũng sẽ ỷ thế để đòi thêm đất thì đất Triệu phải hết và khuyên Triệu vương hối lộ năm thành cho nước Tề để họ giúp mình, giao hảo với Sở, Ngụy để chuẩn bị chống quân Tần. Vua Triệu đồng ý, tích cực chuẩn bị kháng chiến và liên kết với các nước.

### Lời khuyên của Bạch Khởi
Tần Chiêu vương thấy nước Triệu bội ước không dâng thành, lại chuẩn bị liên hợp đối phó mình, bèn chuẩn bị đánh Triệu. Tuy nhiên lúc đó đại tướng Bạch Khởi đang bị bệnh, Tần Chiêu vương đến hỏi thăm và hỏi về việc đánh Triệu. Bạch Khởi khuyên vua không nên đánh vì Triệu đã phòng bị kĩ, lại giao kết với các nước chống Tần, thế lực của họ mạnh không đánh được, chỉ nên ngoại giao mà thôi nhưng vua Tần không nghe.
Tháng 9 năm 259 TCN, Tần Chiêu vương sai Vương Lăng làm chủ tướng thống lĩnh quân đi đánh Triệu. Quân Tần nhanh chóng tiến vào Hàm Đan, kinh đô nước Triệu. Trận chiến Hàm Đan bùng nổ.

## Diễn biến

### Tần-Triệu giao tranh

#### Kích động lòng quân
Triệu Hiếu Thành vương cử lão tướng Liêm Pha thống lĩnh 10 vạn quân tử thủ tại kinh đô Hàm Đan. Tướng sĩ nước Triệu trên dưới một lòng, ngoan cường chống trả khiến Vương Lăng không sao tiến lên được. Còn trong kinh thành, tướng quốc của Triệu là Bình Nguyên quân Triệu Thắng nghe theo lời môn khách là Lý Đồng, đem gia tài ra làm tiền thưởng phát cho quân sĩ, cho thê thiếp vào quân ngũ, dốc sức san sẻ khó nhọc với quân dân. Kết quả có ba nghìn người xin làm cảm tử, theo Lý Đồng xông ra vào đánh úp quân Tần, buộc Vương Lăng phải tạm lui.

#### Vương Hột thay Vương Lăng
Sang năm 258 TCN, tình hình chiến sự ngày một bất lợi đối với quân Tần, Vương Lăng vẫn bất lực không hạ nổi Hàm Đan. Tần Chiêu vương lại phái thêm 10 vạn quân tiếp viện, nhưng chẳng những không thắng mà thương vong lại càng trầm trọng. Tần Chiêu vương thấy Bạch Khởi đã khỏi bệnh, lại sai Phạm Thư đến khuyên bảo. Tuy nhiên, Khởi vẫn căm giận Thư trước kia ngăn trở sự thành công của mình, bèn tiếp tục cáo bệnh không tiếp. Vua Tần đành phái Vương Hột thay Vương Lăng làm chủ tướng, dẫn thêm 10 vạn viện binh sang Triệu công phá Hàm Đan.
Vương Hột bao vây Hàm Đan thêm vài tháng vẫn không hạ được, mà trong quân thương vong đã đến quá nửa. Tần Chiêu vương lại đến bảo Bạch Khởi ráng gượng ra trận nhưng Khởi vẫn nhất quyết không chịu. Thừa tướng Phạm Thư bèn tiến cử người tâm phúc là Trịnh An Bình. Vua Tần liền phái An Bình đem 5 vạn quân và lương thảo đến Hàm Đan tiếp viện cho Vương Hột. Thành Hàm Đan bị vây ngặt hơn 1 năm, lương thực đã gần cạn mà quân Triệu yếu cũng không thể phản công. Triệu Hiếu Thành vương đành phải cầu cứu Sở và Ngụy.

### Sở, Ngụy cứu Triệu

#### Mao Toại uy hiếp vua Sở
Triệu Hiếu Thành vương sai Bình Nguyên quân đi sứ nước Sở, cầu cứu vua Sở Khảo Liệt vương đem quân giúp. Bình Nguyên quân dự định nếu vua Sở không chịu giúp thì phải hiếp vua Sở uống máu ăn thề, bèn lựa và mang theo 20 người môn hạ có đủ tài văn võ để cùng đi, nhưng chỉ chọn được 19 người. Sau có người khách là Mao Toại chưa từng chứng tỏ tài năng cũng xin đi. Bình Nguyên quân ban đầu còn do dự nhưng vì Mao Toại khẩn khoản xin ra sức giúp nên ông chấp nhận.
Khi đến nước Sở, Bình Nguyên quân đề xuất kết minh hợp tung phá Tần nhưng Sở Khảo Liệt vương vẫn chưa đồng ý. Mao Toại tiến lên vừa dùng dao uy hiếp vừa lấy lời lẽ phân tích lợi hại của việc bỏ hợp tung sẽ không chỉ hại nước Triệu mà còn hại cho nước Sở. Sở Khảo Liệt vương sợ hãi, vội cùng uống máu ăn thề với Toại và điều 10 vạn quân do Xuân Thân quân Hoàng Yết thống lĩnh đi cứu Triệu.

#### Triệu Thắng nhờ vợ
Phu nhân của Bình Nguyên quân vốn là con gái vua Chiêu vương nước Ngụy, chị của Ngụy An Ly vương và Tín Lăng quân. Trước tình thế phải cầu cứu Ngụy, Bình Nguyên quân lại nhờ phu nhân sang Ngụy cầu cứu. Vua Ngụy đồng ý, phái 10 vạn quân do Tấn Bỉ chỉ huy đi cứu Triệu. Tần Chiêu vương nghe tin, bèn sai sứ sang Ngụy đe dọa sẽ đánh Ngụy nếu Ngụy nếu giúp Triệu. Vua Ngụy lo sợ, bèn ra lệnh cho Tấn Bỉ đóng quân ở Thành Âm, lấy danh nghĩa cứu Triệu nhưng thực chất là xem xét động tĩnh của hai bên rồi mới quyết định. Còn quân Sở cũng khiếp sợ sức mạnh của quân Tần nên đóng quân từ xa không dám đánh.

#### Không chịu tôn Tần
Vua Ngụy không muốn tiến quân nhưng cũng muốn giải vây cho Triệu, bèn sai khách tướng (tướng người nước khác sang) là Tân Diên Viễn sang Triệu, bày kế cho Bình Nguyên quân rằng bây giờ chỉ có Tần là hùng cường trong thiên hạ nếu chịu tôn vua Tần làm đế thì Tần sẽ lui binh. Bình Nguyên quân còn do dự chưa quyết định. Có người khách là Lỗ Trọng Liên biết tin tới yết kiến Bình Nguyên quân, đòi gặp Tân Diên Viễn để trách cứ. Cuối cùng Lỗ Trọng Liên thuyết phục Tân Diên Viễn, làm Viễn phải phục và tạ lỗi.

#### Trộm binh phù, giết Tấn Bỉ
Trong khi đó ở nước Ngụy, Tín Lăng Quân và môn khách mấy lần xin vua Ngụy nhưng Ngụy An Ly vương sợ Tần nên không nghe. Tín Lăng quân liền đem hết người trong nhà định sang Triệu liều chết với quân Tần. Môn khách của Vô Kị là Hầu Doanh hiến kế có thể nhờ người thiếp của vua Ngụy là Như Cơ trộm tấm binh phù của vua Ngụy để giành lấy quân của Tấn Bỉ mà cứu nước Triệu, còn nếu Bỉ vẫn xuất thì phải giết đi. Tín Lăng quân nghe theo, kết quả là trộm được binh phù. Đến quân doanh, quả nhiên Tấn Bỉ không chịu phục. Môn khách của Vô Kị là Chu Hợi thấy vậy bèn đánh chết Tấn Bỉ, trao ấn tướng cho Tín Lăng quân. Tín Lăng quân ra lệnh nếu cha con đều ở trong quân thì cha về, anh em đều ở trong quân thì anh về, nếu là con một thì về phụng dưỡng cha mẹ, rồi lựa trong 100.000 người ra 80.000 người lên phía bắc cứu Triệu.

### Cường Tần thua trận
Năm 257 TCN, dưới sự giúp sức của quân Sở và quân Ngụy, quân Triệu ra sức phản công, đánh bại quân Tần. Quân Tần tổn thương trầm trọng, Vương Hột dẫn binh rút về Phần Thành. Tướng Tần là Trịnh An Bình bị quân Triệu vây ngặt, bèn đem 2 vạn quân hàng Triệu, thành Hàm Đan được giải vây.

## Ý nghĩa

### Vai trò chính trị
Trận Hàm Đan kết thúc sau hai năm chiến tranh với thắng lợi hoàn toàn thuộc về liên quân Ngụy, Triệu, Sở. Trận thua này cũng là một trong những trận thua ê chề nhất của quân đội nước Tần từ sau biến pháp Thương Ưởng. Tuy nhiên nó cũng không thể ngăn cản được sức mạnh của quân Tần, cũng như không thể đem lại sức mạnh hay cơ hội đảo ngược tình thế của các chư hầu còn lại, đặc biệt là Triệu, vốn suy yếu trầm trọng sau trận Trường Bình. Các nước chư hầu ngày một thất thế, đến 30 năm thì lần lượt bị Tần thôn tính.

### Vai trò của hạng sĩ
Trận chiến Hàm Đan cũng là một trong những trận đánh vào thời Chiến Quốc mà vai trò của hạng sĩ được coi trọng nhất. Từ bọn thực khách (nguyên là thích khách, tội phạm bỏ trốn, sống bám vào chủ là công tử quý tộc) như Lý Đồng, Mao Toại, Chu Hợi, cho đến bọn biện sĩ như Phạm Thư, hay học sĩ (Lỗ Trọng Liên, Tân Diễn Viễn). Hạng sĩ này, nhất là bọn biện sĩ, càng về cuối thời Chiến Quốc và cả sang thời Tần-Hán sau này càng được coi trọng, tạo nên một giai cấp quan lại ở đời Tần, Hán.